# Jean-François Marmontel
Jean-François Marmontel (Bort-les-Orgues, 11 luglio 1723 – Habloville, 31 dicembre 1799) è stato un romanziere, poeta e drammaturgo francese, collaboratore dell'Encyclopédie di Diderot e d'Alembert.

## Biografia
Nacque da una famiglia di modesta condizione: dopo aver imparato a leggere e a scrivere da un religioso della cittadina, andò a studiare dai Gesuiti di Mauriac, nell'Auvergne. Fu messo a lavorare dal padre presso un ricco commerciante di Clermont, ma preferì frequentare un corso privato di filosofia che si pagava dando ripetizioni ai ragazzi.
Ordinato sacerdote a Limoges, andò a Tolosa con l'idea di farsi gesuita ma, rimasto orfano di padre, dovette prendersi cura della famiglia, sicché, nel 1741, riuscì a entrare, malgrado avesse solo diciotto anni, nel seminario dei Bernardini di Tolosa come insegnante di filosofia, incarico che svolse peraltro con notevole successo, inviando alla madre buona parte del suo stipendio.
Appassionato di poesia, inviò nel 1743, all'Académie des Jeux floraux, un'ode sull'invenzione della polvere da sparo, che non fu pubblicata: del fatto, egli si lamentò in una lettera indirizzata a Voltaire, che gli rispose: ebbe così inizio un'amicizia coll'illustre intellettuale che sarebbe durata tutta la vita.

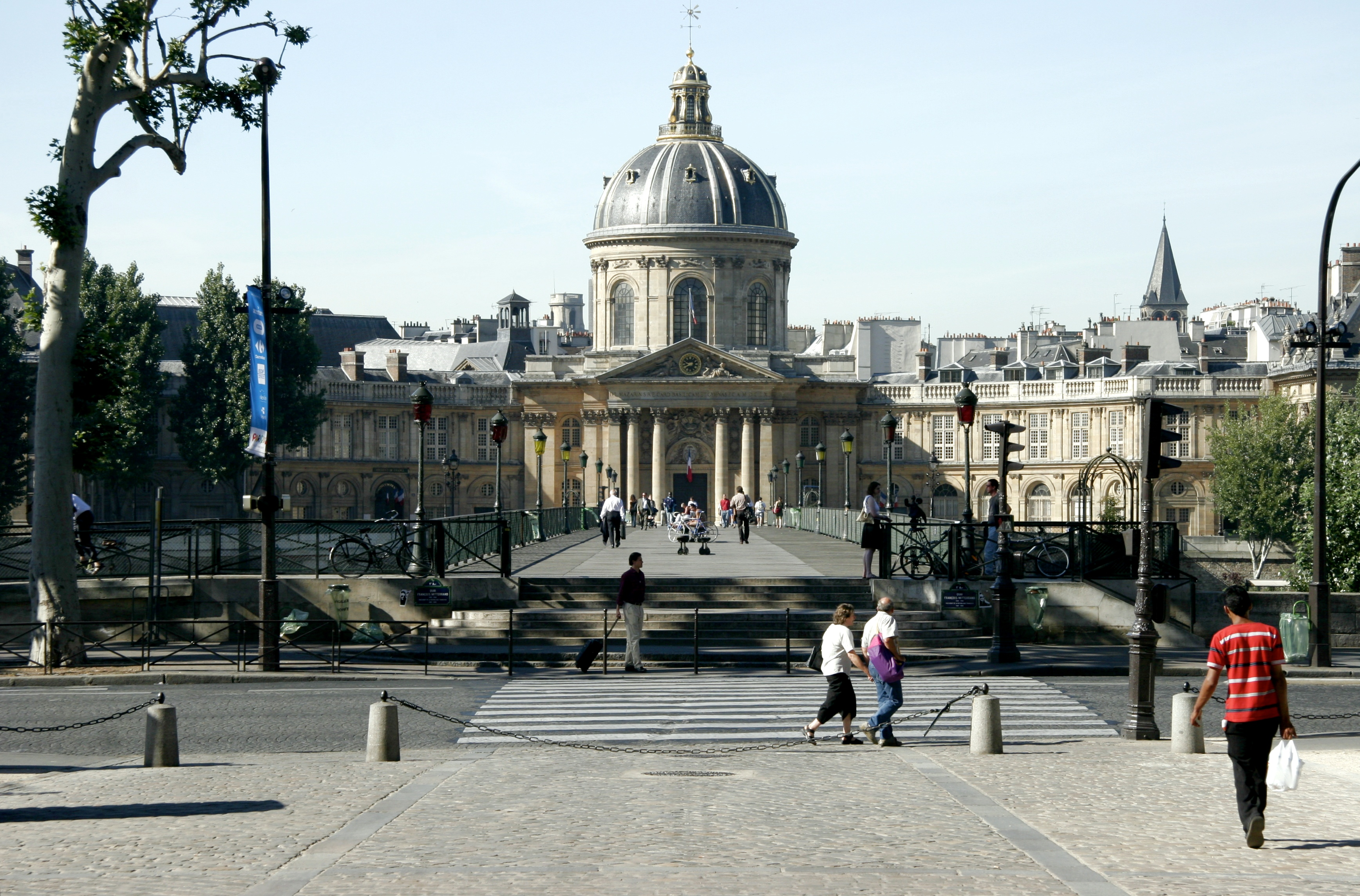
L'Académie française a Parigi

Avrà tuttavia successo pochi anni dopo: quella stessa Accademia gli concede tre premi nel 1745. Lasciato l'abito ecclesiastico, accoglie l'invito di Voltaire di venire a Parigi; durante il viaggio ha il tempo di ricevere un premio dall'Accademia di Montauban, e di tradurre il Ricciolo rapito di Alexander Pope e, a Parigi, ottiene nel 1746 il premio di poesia dell'Académie française per La gloire de Louis XIV perpétuée dans le roi son successeur, e nel 1747, per La clémence de Louis XIV est une des vertus de son auguste successeur.
Ottiene lavoro come precettore e continua a scrivere, cimentandosi questa volta con l'impegnativa prova della tragedia: il 5 febbraio 1748 viene rappresentata Denys le Tyran, dedicata a Voltaire che, per quanto oggi appaia modesta, ebbe un notevole successo, con il pubblico che applaudì apertamente l'autore. Nei due anni successivi, rappresentò ancora con successo l'Aristomène, mentre la Cléopâtre, una tragedia enfatica, fu accolta freddamente, se si esclude l'ilarità provocata, alla prima, da uno spettatore il quale, alla vista dell'aspide meccanico che saliva a mordere la regina, gridò in sala «Sono d'accordo con l'aspide!».
Nel 1752 rappresentò gli Héraclides, tratti da Euripide, per quanto ben impostata nella naturalezza dei caratteri e dei sentimenti, con versi di semplice nobiltà, non ebbe successo, a dire di Marmontel, a causa della recitazione della protagonista Déjanire, che si trovava in evidente stato di ubriachezza, ed eguale sorte ebbe, nel 1753, l'Egyptus, che Marmontel non fece neanche stampare mentre, al contrario, pubblicò ancora una tragedia, Numitor, tratta dalla favola di La Fontaine Le fleuve Scamandre, senza farla mai rappresentare.
Nel 1751 aveva scritto, in occasione della nascita del duca di Borgogna, il fratello maggiore del futuro Luigi XVI, il testo dell'Acanthe et Céphise, una favola pastorale musicata da Rameau. Continuerà a fornire testi al grande Rameau e a Grétry, con un notevole successo, fino a progettare l'adattamento di testi classici del teatro francese per la messa in musica nello stile del canto italiano. È significativo come gli illuministi francesi non apprezzassero la moderna e innovativa musicalità tedesca, attenta ai rapporti fra testo e musica, che aveva in Gluck il suo profeta in Francia - apprezzato dai tradizionalisti dell'ancient régime - preferendo invece la tradizionale cantabilità italiana, che al testo dava poca importanza; con l'italiano Piccinni, che egli difenderà contro i gluckisti con la satira Polymnie, Marmontel manterrà sempre un proficuo rapporto.

La celebre Pompadour, protettrice di Marmontel, ritratta da de la Tour nel 1755

Dopo aver avuto pericolose relazioni con due favorite del potente maresciallo di Francia de Saxe, Marmontel accettò l'ospitalità del finanziere La Popelinière a Passy, ove con tutta tranquillità pose mano al poemetto celebrativo di Luigi XV, L'établissement de l'école militaire, che gli fece guadagnare la protezione della favorita reale, Madame de Pompadour, la quale gli nel 1753 procurò il lucroso e poco impegnativo impiego di segretario del sovrintendente de Marigny, suo fratello, ai Bâtiments du Roi, a Versailles. Qui risiede e le molte giornate libere vengono dedicate alla letteratura, con lo scopo particolare di fornire articoli all'Enciclopedia dei suoi amici Diderot e d'Alembert.
Dal 1755, con l'Alcibiade, ou le Moi, inizia a scrivere sul Mercure de France, diretta da Louis de Brossy, una rivista popolarissima dalla quale percepisce una pensione, il primo dei suoi Racconti morali, che ottengono un grande successo: seguono Soliman II, Le scrupule, ou l'amour mécontent de lui-même (da cui Carlo Goldoni trasse ispirazione per due sue commedie, La vedova spiritosa e Il cavaliere di spirito o sia La donna di testa debole), e via via, mensilmente, gli altri, stampati in volume a partire dal 1761, tradotti e imitati in tutta Europa. Sono racconti nei quali l'esaltazione dei buoni costumi sono un pretesto per mostrare, con un occhio accattivante verso il lettore, l'elegante leggerezza della sua scrittura.
Con la morte di de Boissy, nel 1758 Marmontel si dimette dall'incarico ai Bâtiments per assumere la direzione del Mercure de France, trasferendosi da Versailles a Parigi, in una casa affittatagli da madame Geoffrin, ma una satira recitata nel salotto letterario di questa signora contro il duca d'Aumont, che se ne lamenta con il re, gli costa undici giorni di Bastiglia e la direzione del Mercure con i privilegi connessi.
L'Académie française lo premia nel 1760 per la poesia dell'Epître aux poètes sur les charmes de l'étude, fervida esaltazione di Lucano abbinata alla critica di Virgilio e difesa del Tasso contro le critiche di Boileau. L'alta opinione che ha di Lucano lo porta a una tuttavia discutibile traduzione della Farsaglia, nella cui prefazione discetta, secondo la moda del tempo, sulle cause della decadenza di Roma, individuandone l'origine nella superba avidità del patriziato alla quale invano s'oppose la generosa protesta dei Gracchi.
Nel 1763 pubblica la Poétique française, dedicata a Luigi XV, quasi un'esortazione alla nomina ad accademico di Francia, che infatti ottiene il 22 dicembre.
Nel 1767 esce un'opera sulla quale Marmontel ripone molte speranze, il romanzo storico Bélisaire, ove, nella prima parte, impiega le sue risorse di rappresentazione drammatica nel descrivere la vita del suo protagonista, mentre nella seconda svolge considerazione di natura politica, fino a spingersi, in un capitolo, in un aperto elogio della tolleranza religiosa. Subito la Sorbona pubblica, il 26 giugno, una lunga critica del libro, alla quale si aggiunge il 31 gennaio 1768 la censura dell'arcivescovo di Parigi, Christophe de Beaumont, non nuovo a iniziative censorie nei confronti dei "nuovi filosofi" - pochi anni prima aveva attaccato pubblicamente Rousseau; di fronte, tuttavia, al silenzio mantenuto dalla corte e dal Parlamento, il libro può circolare liberamente ed essere apprezzato all'estero, anche dalle corti assolutistiche d'Austria, di Prussia e di Russia: la stessa Caterina II volle che fosse tradotto in russo il contestato XV capitolo del romanzo.

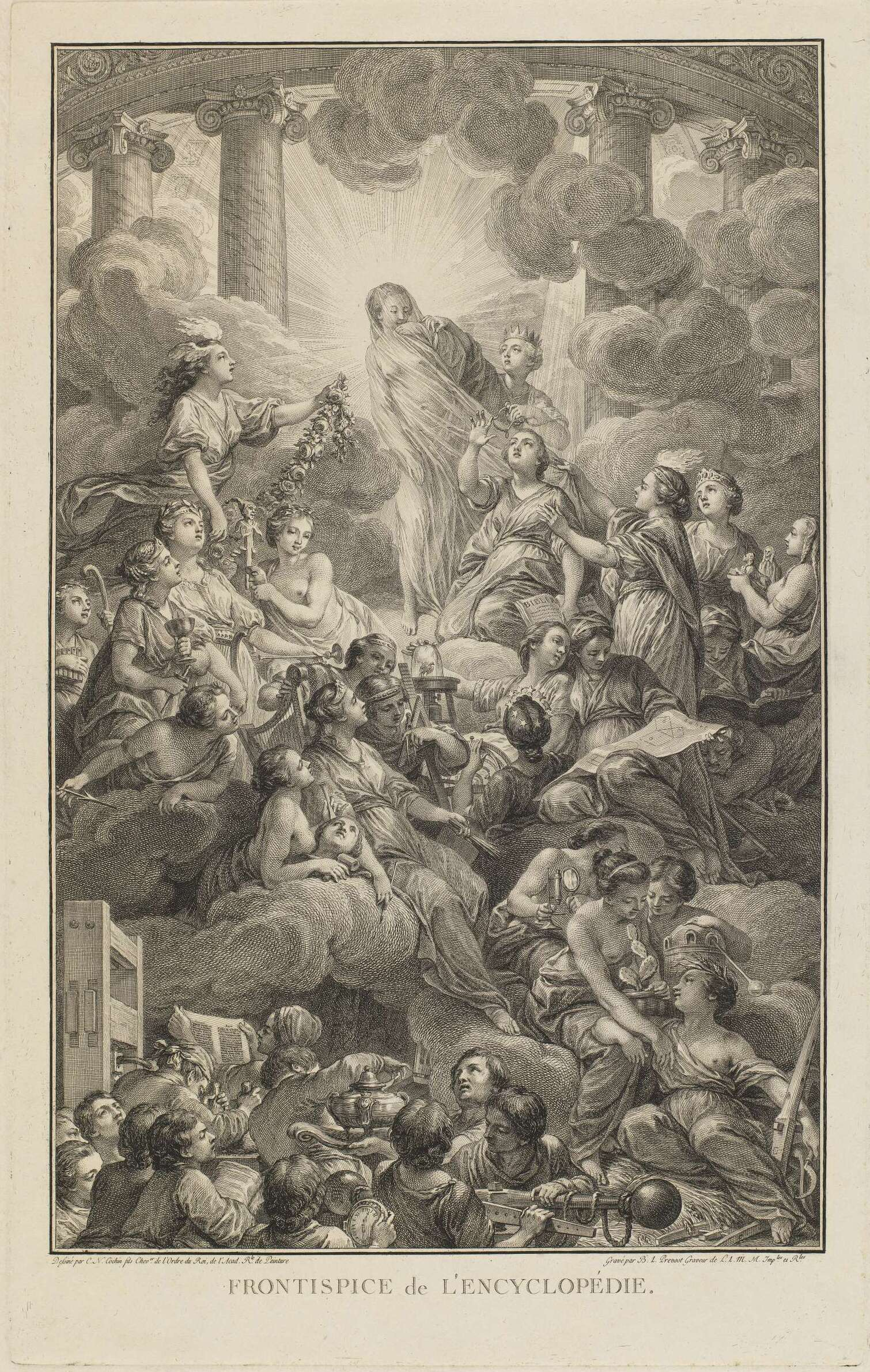
Frontespizio dell' Éncyclopedie del 1772

Nominato storiografo ufficiale della Francia nel 1771, nel 1777 pubblicò Les Incas, dedicata al re Gustavo III di Svezia, opera che è, per sua scelta, una sorta di romanzo poetico, non certo opera storica, dove il maggiore l'interesse può rintracciarsi nel suo sottolineare l'ingenuità degli indigeni e la perfidia spagnola, che si risolve in una nuova denuncia dell'intolleranza, tanto politica che religiosa. Quest'anno si sposa con una nipote dell'abate Morellet.
Nel 1783, con la morte di d'Alembert, ottiene la carica di segretario perpetuo dell'Académie, nel 1785 quella di storiografo dei Bâtiments e la cattedra di storia nel Liceo, creato nel 1786. Nel 1787 Marmontel pubblicò sotto il titolo di Eléments de littérature i suoi articoli già pubblicati nell'Encyclopédie, con l'aggiunta di altri. Raggiunge così l'apice del successo, sia sotto l'aspetto dei riconoscimenti letterari che del benessere economico. Ma la crisi politica ed economica precipita in Francia: Marmontel è fra i candidati alla convocazione degli Stati Generali ma non viene eletto. Egli teme gli sviluppi della Rivoluzione: così, come per evadere da una realtà che non comprende e non accetta, torna a scrivere i vecchi temi che gli avevano assicurato tanto successo trent'anni prima. Dal 1789 al 1792 pubblica sul Mercure i Nouveaux contes moraux, che mantengono la grazia dei precedenti.
Massone, fu membro della loggia parigina "Les Neuf Sœurs" del Grande Oriente di Francia.
Nel 1792 sono soppresse le accademie: l'incalzare degli avvenimenti militari e la più forte radicalizzazione dello scontro politico e sociale gli consigliano di abbandonare Parigi per Évreux e poi per la casa di campagna di Habloville; qui compone un corso elementare di lingua francese - le Leçons d'un père à ses enfants sur la langue française - e le Mémoires d'un père pour servir à l'instruction de ses enfants, che saranno pubblicate postume. Dopo la svolta moderata del Direttorio, nell'aprile 1797 è candidato al Consiglio degli Anziani. Si conserva un suo discorso sulla restituzione delle biblioteche confiscate e uno sulla libertà di culto. Con il Colpo di Stato del 18 fruttidoro - 4 settembre 1797 - contro realisti e moderati, la sua pur modesta carriera politica termina bruscamente e, evitata la deportazione grazie all'età avanzata, Marmontel torna nella sua casa di campagna dove, il 31 dicembre 1799, muore d'infarto. Fu sepolto nel suo stesso giardino finché, nel 1866, le sue spoglie furono trasferite nel cimitero del vicino paese di Saint-Aubin-sur-Gaillon.

## Opere

### Opere teatrali
- Denys le tyran, tragedia, 1748
- Aristomène, tragedia, 1749
- Cléopâtre, tragedia, 1750
- La Guirlande, balletto, musica di Jean-Philippe Rameau, 1751
- Acanthe et Céphise, pastorale eroica, musica di Jean-Philippe Rameau, 1751
- Les Héraclides, tragedia, 1752
- Égyptus, tragedia, 1753
- Lysis et Délie, pastorale eroica, musica di Jean-Philippe Rameau, 1753
- Les Sybarites, balletto, musica di Jean-Philippe Rameau, 1761
- Hercule mourant, opera, 1762
- Annette et Lubin, 1762
- La Bergère des Alpes, 1766
- Le Huron, opéra-comique, musica di André Grétry, 1768
- Lucile, opéra-comique, musica di André Grétry, 1769
- Sylvain, opéra-comique, musica di André Grétry, 1770
- L'Amie de la maison, opéra-comique, musica di André Grétry, 1771
- Zémire et Azor, opéra-comique, musica di André Grétry, 1771
- Céphale et Procris, 1773
- La fausse magie, opéra-comique, musica di André Grétry, 1775
- Didon, opera, musica di Niccolò Piccinni, 1783
- La fausse Pénélope, opéra-comique, musica di Niccolò Piccinni, 1785
- Démophoon, opera, musica di Luigi Cherubini, 1788

### Poesie
- L'établissement de l'École militaire, 1751
- Vers sur la convalescence du Dauphin, 1752
- La naissance du duc d'Aquitaine, 1753
- Épître aux poètes, 1760
- La Neuvaine de Cythère, postuma, 1820

### Racconti
- Contes moraux, 1755-1759 (Alcibiade, ou le Moi - Soliman II - Le scrupule, ou l'amour mécontent de lui-même - Les quatres flacons, ou les aventures d'Alcidonis de Mégare - Lausus et Lydie - Le mari sylphe - Heureusement - Les deux infortunées - Tout ou rien - Le philosophe soi-disant - La bergère des Alpes - La mauvaise mère - La bonne mère - L'école des pères - Annete et Lubin, histoire véritable - Les mariages Samnites, anecdote ancienne - Laurette - Le connoisseur - L'heureux divorce - Le bon mari - La femme comme il y en a peu - L'amitié à l'épreuve - Le misanthrope corrigé)
- Bélisaire, 1767
- Les Incas, 1778
- Nouveaux contes moraux, 1792

### Saggi
- Poétique française, 1763
- Essai sur les révolutions de la musique en France, 1777
- De l'Autorité de l'usage sur la langue, 1785
- Éléments de littérature, 1787
- Mémoire sur la régence du duc d'Orléans, 1788
- Apologie de l'Académie française, 1792

### Opere diverse
- Venceslas, adattamento da Rotrou, 1759
- La Pharsale de Lucain, traduzione in prosa, 1766
- Mémoires d'un père pour servir à l'instruction de ses enfants, postumo 1805
- Leçons d'un père à ses enfants sur la langue française, postumo, 1806
- Polymnie, satira, postuma, 1819